# 眼底血圧
眼底血圧（がんていけつあつ、intraocular blood pressure）とは網膜中心動脈圧や眼動脈 圧のことを指す。

## 主な測定方法
眼底検査で網膜中心動脈を観察しながら器具（Bailliart眼底血圧計、三国式眼底血圧計、OCVM(Oulocerebrovasculometry)など）を使用し、眼球を圧迫して眼圧を上昇させ乳頭上で網膜中心動脈の拍動が生じる時の眼圧を測定する。その時の圧が網膜中心動脈の拡張期圧で、拍動が消失した時の眼圧が収縮期圧になる。網膜中心動脈圧値は使用器具や報告者により異なるが血圧の6-8割程度と考えてよい。網膜中心動脈は眼動脈より末梢側なので、網膜中心動脈圧は眼動脈圧より少し低い。また、網膜中心動脈圧は高血圧の人で高く、低血圧の人では低くなる。心臓、大動脈、頸動脈、内頸動脈、眼動脈 、網膜中心動脈に至るまでの血管が閉塞してくると網膜中心動脈圧は低下する。　

## 測定の意義
網膜中心動脈と眼動脈 は内頸動脈の分枝であるため、眼底血圧の測定によって脳動脈の血圧を推定することができる。
そのため、頸部血管超音波検査（頸動脈エコー検査）や磁気共鳴血管画像 (magnetic resonance angiography : MRA) が開発される以前、内頸動脈閉塞や高安動脈炎の補助診断として利用された。
網膜中心動脈圧が55mmHg以下になると眼虚血症候群が生じやすくなる。隅角に新生血管が続発して房水の流出障害が生じ、眼圧が正常範囲の20mmHgを超えてくると網膜中心動脈圧と眼圧との圧差が小さくなり、眼内への血液流入が減少し失明しやすくなる。